# 张清杰
张清杰（1958年11月—），河南西峡人，教授、博士生导师。武汉理工大学前校长，中国科学院院士。

## 生平
1982年毕业于洛阳工学院拖拉机设计与制造专业，1984年取得华中理工大学船舶结构力学硕士学位，1990年取得华中理工大学船舶结构力学博士学位。1992年10月进入武汉工业大学任教，历任副教授、结构工程与力学系副主任，研究生处处长、教授，校长助理兼研究生处处长。1997年11月，任武汉工业大学副校长，2000年5月成为武汉理工大学副校长。2010年6月升任武汉理工大学校长。
2017年，当选中国科学院技术科学部院士。
2021年12月，因年龄原因卸任武汉理工大学校长，杨宗凯接任校长。

## 头衔
- 材料复合新技术国家重点实验室主任
- 国家“973”计划项目首席科学家
- 科技部“十一五”太阳能热发电技术总体专家组成员